# Боровое (озеро, Украина)
Боровое (укр. Борове) — озеро (старица), расположенное на территории Шосткинского района (Сумская область) и Новгород-Северского района (Черниговская область). Площадь — 0,2 км². Тип общей минерализации — пресное. Происхождение — речное (пойменное). Группа гидрологического режима — сточное.

## География
Длина — 0,66, 2 км. Ширина наибольшая — 0,11 км, 0,12 км. Глубина наибольшая — 5 м. Озеро используется для рыболовства. Озеро образовалось вследствие русловых процессов (изменения меандрированного русла) реки Десна. В половодье имеет связь с озёрами, расположенными также на левом берегу Десны, Хотинь и Ретеж, будучи старым руслом реки Десны.
Расположено на левом берегу Десны, севернее села Разлёты. По водному зеркалу проходит административная граница Сумской и Черниговской областей. Озерная котловина удлинённой формы. Берега восточные и северо-восточные возвышенные, поросшие ольхой, западные и южные — пологие и поросшие ивой.
Водоём у берега зарастает прибрежной растительностью (тростник обыкновенный, манник большой, аир обыкновенный), а водное зеркало — водной (кувшинка белая, элодея канадская, кубышка жёлтая, виды рода рдест, реликтовые — болотноцветник щитолистный и наяда малая).
Питание: смешанное. Температура воды летом +17,5° +18,5° на глубине 0,5 м, +10° +11,5° — 3,5 м. Зимой замерзает. Прозрачность воды — 1,25 м. Дно устлано торфяными донными отложениями с примесями песка.

## Природа
Водятся карась, плотва, окунь и прочие. Прибрежная зона служит местом гнездования камышовки, малой крачки, славки.